# 마이트 앤 매직 히어로즈 VI
마이트 앤 매직 히어로즈 VI(Might & Magic Heroes VI, MMH6)는 패키지형태로 출시되는 턴 기반 전략게임이며 마이트 앤 매직 히어로즈 오브 마이트 앤 매직 시리즈의 여섯 번째 작품이다. 마이트 앤 매직 히어로즈 VI는 2011년 초에 발매하기 위해 개발중이다. 개발사는 블랙홀 엔터테이먼트이며 유비소프트가 발행한다. 한국에서는 인트라링스가 유통을 담당한다.

## 달라진 점
- 개발사의 변경

히어로즈 오브 마이트 앤 매직의 6번째 시리즈의 개발사는 전작인 히어로즈5를 담당했던 나이발 인터렉티브가 아닌 워해머 : 마크 오브 카오스를 제작한 개발사인 블랙홀이 맡았다. 그래픽 또한 바뀌었는데, 마치 워크래프트3가 월드 오브 워크래프트로 변한 것과 같이 아기자기한 그래픽이 아닌 명품 그래픽으로 돌아오게 되었다.
- 명칭의 변경

이전작과는 달리 히어로즈 오브 마이트 앤 매직의 새로운 이름으로 마이트 앤 매직 히어로즈로 바뀌었다. 마이트앤매직의 세계관을 계승하였고, 이제는 히어로즈 오브 마이트 앤 매직의 후속작이자 마이트앤매직의 후속작이기도 하다. 이에 따라 영문 공식 명칭 또한 HOMM(Heroes of Might and Magic)에서 MMH(Might & Magic Heroes)로 바뀌었다.

## 세계관
마이트 앤 매직 : 히어로즈6는 기존의 히어로즈5의 아샨대륙의 세계관을 계승한다.

### 히어로즈5의 400년 전 이야기
유비소프트는 아샨대륙의 그 이후의 이야기가 아닌 히어로즈5의 시대가 열리기 400년 전의 이야기라고 발표하였다. 유비소프트는 사실상 히어로즈5와 그의 시리즈격인 다크메시아 이후의 스토리는 사실상 영웅전쟁이기 때문에, 400년 전 종족간의 전쟁이 활발하고 더 강력했던 아샨시대를 이야기의 중심으로 삼는다고 밝혔다.

## 타운
유비소프트의 발표에 의하면 히어로즈6는 대대적인 변화를 가져온다. 그 중 민감한 사항 중 하나로 파벌의 변화를 예를 들 수 있는데, 이전작과 달리 초기 타운의 숫자는 5개로 다른 시리즈보다 다소 적다. 또한 이 중 4개의 타운은 이전 시리즈와 동일하고 5번째 타운은 이전에 등장하지 않은 파벌이라고 밝혔다.
헤이븐, 인퍼노, 네크로폴리스가 초기에 발표되었고, 이후 많은 사람들로 인하여 네번째 등장할 파벌은 선악구도에 따라 파벌의 남은 한자리는 '실반, 아카데미'로 예측하였다. 그러나 예기치 않게도 2010년 12월 일에 독일 공식홈페이지를 통하여 마침내 스트롱홀드가 네번째 타운으로 공식확정되었다.
- 제5의 타운은 내년 1월에 공개 예정이며, 현재까지 확정된 타운은 다음과 같다.
  - 헤이븐(Haven)
  - 인퍼노(Inferno)
  - 네크로폴리스(Necropolis)
  - 스트롱홀드(Stronghold)

- 제5의 타운 - Sanctuary 확정(아시아,특히 일본 느낌의 크리쳐들로 구성)

## 주요 변화

### 기존 요소 변화
- 타운 개편

초기의 타운 개수가 항상 6개 이상이었으나 5개로 감소한다. 또한 제5의 종족은 이전에 등장하지 않은 타운이다.
- 타운 개조

자원을 소비하여 자신과 다른 파벌의 타운을 개조하여 자신과 같은 파벌의 타운으로 개조할 수 있다.
- 신 유닛 대거 추가

무려 40%에 달하는 유닛이 새로운 유닛으로 교체된다.
- 유닛 등급 개편

1~7레벨로 나누던 등급을 코어, 엘리트, 챔피언의 3가지 분류로 나뉜다. 이는 시간이 지날수록 버려지던 1~2레벨 유닛을 후반에도 활용할 수 있을 것을 의미한다. 유닛의 개수는 코어 3기, 엘리트 3기, 챔피언 1기로 이전과 동일하게 7기이다.

- 이전 히어로즈 시리즈로 레벨을 환산한다면 다음과 같다.

코어: 약 2~3레벨
엘리트: 약 3~6레벨
챔피언: 약 7레벨

- 마법사의 길드 중립화

더이상 마을내에 마법사의길드는 존재하지 않고 마법은 스킬 포인트를 통해서 배울 수 있다.
- 주도력 시스템 삭제

히어로즈5에 등장했던 주도력 시스템이 사라지고, 히어로즈3와 같이 한 유닛은 한턴에 오직 한번의 행동만 할 수 있다.
- 자원 감소

이전 시리즈까지 등장했던 금, 목재, 철광, 수정, 유황, 수은, 보석의 총 7개의 자원이 존재하였으나, 히어로즈6에서는 금, 목재, 철광, 수정의 4가지 자원만 존재한다.
- 스킬 포인트

기존에는 레벨업 시 무작위로 스킬이 뜨고 그 중 선택해서 습득하는 방식이였는데, 6 에서는 레벨업 시 스킬포인트를 획득하고 그것으로 원하는 스킬을 찍을 수 있게 변경되었다.
따라서 당신은 더 이상 항해술과 독수리의 눈 사이에서 고민하지 않아도 된다!

### 새로운 요소
- 두 종류의 영웅

무력형과 마법형 영웅을 선택할 수 있다.
- 전직 시스템

영웅을 특정한 직업으로 전직시킬 수 있다. 이를 통해 특정한 능력을 갖는다.
- 보스

일반 유닛보다 강력한 보스가 존재한다. 이들을 무찌르려면 강력한 군대를 편성해야 한다. 이 유닛들은 기존 유닛보다 더 큰 4x4의 크기를 가지고, 이전에 등장했던 용들은 타운의 7레벨이 아닌 보스로 등장한다.

## 평가
| 평가 |        |
| --- | ------ |
| 통합 점수 통합사 점수 메타크리틱 77/100 [ 1 ] 평론 점수 평론사 점수 게임프로 [ 2 ] 게임스파이 3/5 [ 3 ] 게임스레이더+ 8/10 [ 4 ] 게임트레일러스 7.8/10 [ 5 ] IGN 8/10 [ 6 ] |        |
| 통합 점수 |        |
| 통합사 | 점수   |
| 메타크리틱 | 77/100 |
| 평론 점수 |        |
| 평론사 | 점수   |
| 게임프로 | [ 2 ]  |
| 게임스파이 | 3/5    |
| 게임스레이더+ | 8/10   |
| 게임트레일러스 | 7.8/10 |
| IGN | 8/10   |